# AEGON Pro Series Wrexham 2012
L'AEGON Pro Series Wrexham 2012 (Great Britain F12 Futures 2012) è stato un torneo di tennis facente della categoria ITF Women's Circuit nell'ambito dell'ITF Women's Circuit 2012 e dell'ITF Men's Circuit nell'ambito dell'ITF Men's Circuit 2012. Il torneo maschile si è giocati dal 30 luglio al 5 agosto quello femminile dal 23 al 29 luglio a Wrexham in Gran Bretagna  2012 che su campi in cemento.

## Campioni

### Singolare maschile
Josh Goodall ha battuto in finale  Mathieu Rodrigues 6–3, 6–3

### Doppio maschile
Lewis Burton /  Edward Corrie hanno battuto in finale  Oliver Golding /  Sean Thornley con il punteggio di 6–4, 6–0

### Singolare femminile
Carina Witthöft ha battuto in finale  Donna Vekić con il punteggio di 6–2, 6(4)–7, 6–2

### Doppio femminile
Nicole Rottmann /  Lenka Wienerová hanno battuto in finale  Yuka Higuchi /  Hirono Watanabe con il punteggio di 6–1, 6–1